# 埃利西乌-梅德拉杜
埃利西乌-梅德拉杜（葡萄牙語：Elísio Medrado）是巴西巴伊亚州的一个市镇。总面积199.541平方公里，总人口7908人，人口密度39.6人/平方公里。